# 末延三次
末延三次（すえのぶ さんじ、1899年12月5日 - 1989年7月24日）は、日本の法学者。専門は英米法。学位は法学博士。東京大学名誉教授。立教大学法学部元教授。末延道成の養子（旧姓・平井）。日本学士院会員。末延財団設立者、同初代理事長。土方寧、高柳賢三に師事。弟子に海原文雄、伊藤正己、土屋喜平、大木雅夫、田中英夫など。

## 来歴
熊本県熊本市西唐人町の坪井川沿いで蝋燭・マッチ商を営んでいた平井茂八の三男として生まれる。五高、東京帝国大学を出て、東京帝国大学助手を経て助教授となり、1928年英国留学、ケンブリッジ大学で学んだのち渡米し、イエール大学、ハーバード大学で研究。帰国後教授となる。日本にプライバシーの権利を最初に紹介した。その後、三菱の番頭末延道成の養嗣子となり末延姓を名乗る｡ 道成より相続した財産により1933年に末延財団を設立、同初代理事長。豊川鉄道主要株主。比較法学会理事長。
妻の八重子は、三菱創業時幹部石川七財の孫で、東京女学館卒。養父の末延道成は、妻八重子の伯母の夫に当たる。声楽家の平井美奈子は弟・平井誠の妻。妹の照子は熊本県多額納税者の製油肥料商・竹田佐平の長男の妻。

## 略歴
- 1917年　旧制熊本中学（現・熊本県立熊本高等学校）卒業。
- 1920年　旧制第五高等学校　卒業。
- 1923年　東京帝国大学法学部英法科卒業。同助手。

- 1925年　東京帝国大学助教授。
- 1928年　ケンブリッジ大学にて在外研究。
- 1929年　イエール大学にて在外研究。
- 1930年　コーネル大学、ハーバード大学にて在外研究。
- 1932年　東京帝国大学教授。
- 1933年　末延財団設立。同初代理事長。
- 1938年　勲四等瑞宝章。
- 1942年　勲三等瑞宝章。
- 1946年　臨時法制調査会委員。
- 1948年　最高裁判所民事規則制定諮問委員会。
- 1950年　比較法学会理事長。
- 1960年　東京大学法学部定年退官、同名誉教授。立教大学法学部教授に就任。
- 1970年　日本学士院会員。

## 著書
- 『英米法概論』
- 『英米法の研究』東京大学出版会、1959-60

### 共編著
- 英米法教材 第6巻 信託法 高柳賢三共編 有斐閣、1933
- 英米法辞典 高柳賢三共編 有斐閣 1952
- 現代アメリカの展望 一九五四年度「アメリカ研究」セミナー公開講義 東京大学出版会 1954
- 人権宣言集 高木八尺,宮沢俊義共編 1957 岩波文庫

## 訳書
- 法における常識 P・G・ヴィノグラドフ 伊藤正己共訳 岩波書店 1951　のち文庫
- 法の任務 R・パウンド 岩波書店 1954
- 条解米国契約法 アメリカ法律協会編 弘文堂 1957
- イギリス法原理 W・M・ゲルダート 東京大学出版会 1958

## 記念論集
- 英米私法論集 末延三次先生還暦記念 東京大学出版会 1963